# Kralanh
Kralanh (khmer : ស្រុកក្រឡាញ់) est l'un des douze districts de la province de Siem Reap au Nord-Ouest du Cambodge. Selon le recensement de 1998, la population y est de 56 915 habitants.

## Annexe